# Cliona insidiosa
Cliona insidiosa är en svampdjursart som beskrevs av Hancock 1849. Cliona insidiosa ingår i släktet Cliona och familjen borrsvampar. Inga underarter finns listade i Catalogue of Life.